# Великое княжество Владимирское
Вели́кое кня́жество Влади́мирское, до 1157 года — Су́здальское княжество — русское княжество XII—XIV веков, ставшее ядром Русского государства.
В узком смысле — территория, которой лично владел великий князь владимирский, в широком смысле — территория всех княжеств, выделившихся из Владимирского и зависимых от владимирского князя. С середины XIII века сюзеренитет великих князей владимирских (впоследствии — московских) признавали также Новгородская и, с небольшими перерывами, Псковская республики. Номинально владимирские великие князья считались главными среди всех русских князей. Общую территорию Владимирского великого княжества и всех выделившихся из него княжеств в историографии обозначают термином Се́веро-Восто́чная Русь.

## Название
В научной литературе для обозначения княжества на разных этапах его существования используется несколько терминов. Для периода IX—XI веков — «Ростовская земля», в XI — середина XII века — «Ростово-Суздальское княжество», с середины XII века — «Великое княжество Владимирское». В советской историографии для периода середина XII — середина XIII века было распространено название «Владимиро-Суздальское княжество». Для обозначения региона в целом в историографии чаще всего используется термин Северо-Восточная Русь.
В летописях княжество именовалось Суздальская земля́ (название преобладает до конца XIII века) и Великое княжение Владимирское (преобладает в последующее время); в литературных памятниках иногда — Залесская земля, Зале́сье (то есть то, что находилось «за лесом» по отношению к киевским землям); в новгородском летописании — Низовская земля.

## География

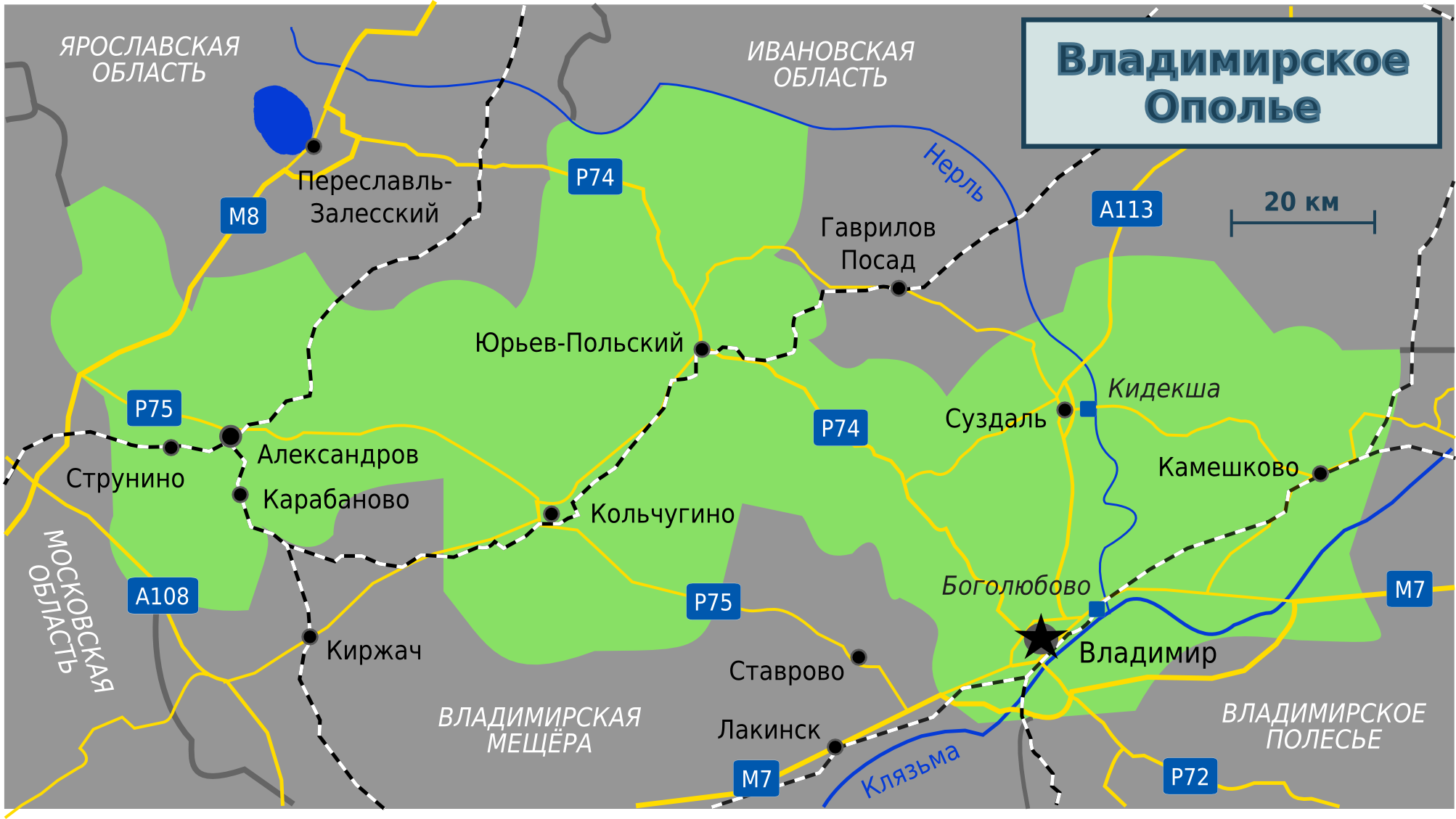
Владимирское Ополье

Территория Владимиро-Суздальского княжества была достаточно обширной. Она охватывала древние земли кривичей, частично — земли вятичей, а также области восточнославянской колонизации Северо-Восточной Руси — земли таких угро-финских племён, как меря, весь, мурома.
Княжество располагалось в междуречье Волги и Оки и районе Белоозера. Постепенно его границы продвинулись на север и северо-восток — в сторону Северной Двины (Двинская земля), Устюга и Белого моря, где соприкасались с владениями Новгородской республики.
По мнению историка Б. А. Рыбакова, географическое положение княжества было достаточно выгодным. Рязанские и муромские земли прикрывали его от набегов степных кочевников. Власть киевского князя и его администрации была ограничена в силу удалённости Владимира от Киева. Отряды варягов также должны были попадать на территорию княжества не напрямую водным путём, как попадали в Новгород Великий или Киев, а через систему волоков в Валдайских лесах. Эти факторы обеспечивали относительную безопасность княжества. Кроме того, под контролем княжества был и значительный отрезок торгового пути по Волге, что позволяло не только получать прибыль от торговли, но и влиять на Новгород, который торговал со странами Востока через земли Владимиро-Суздальского княжества.

### Города княжества

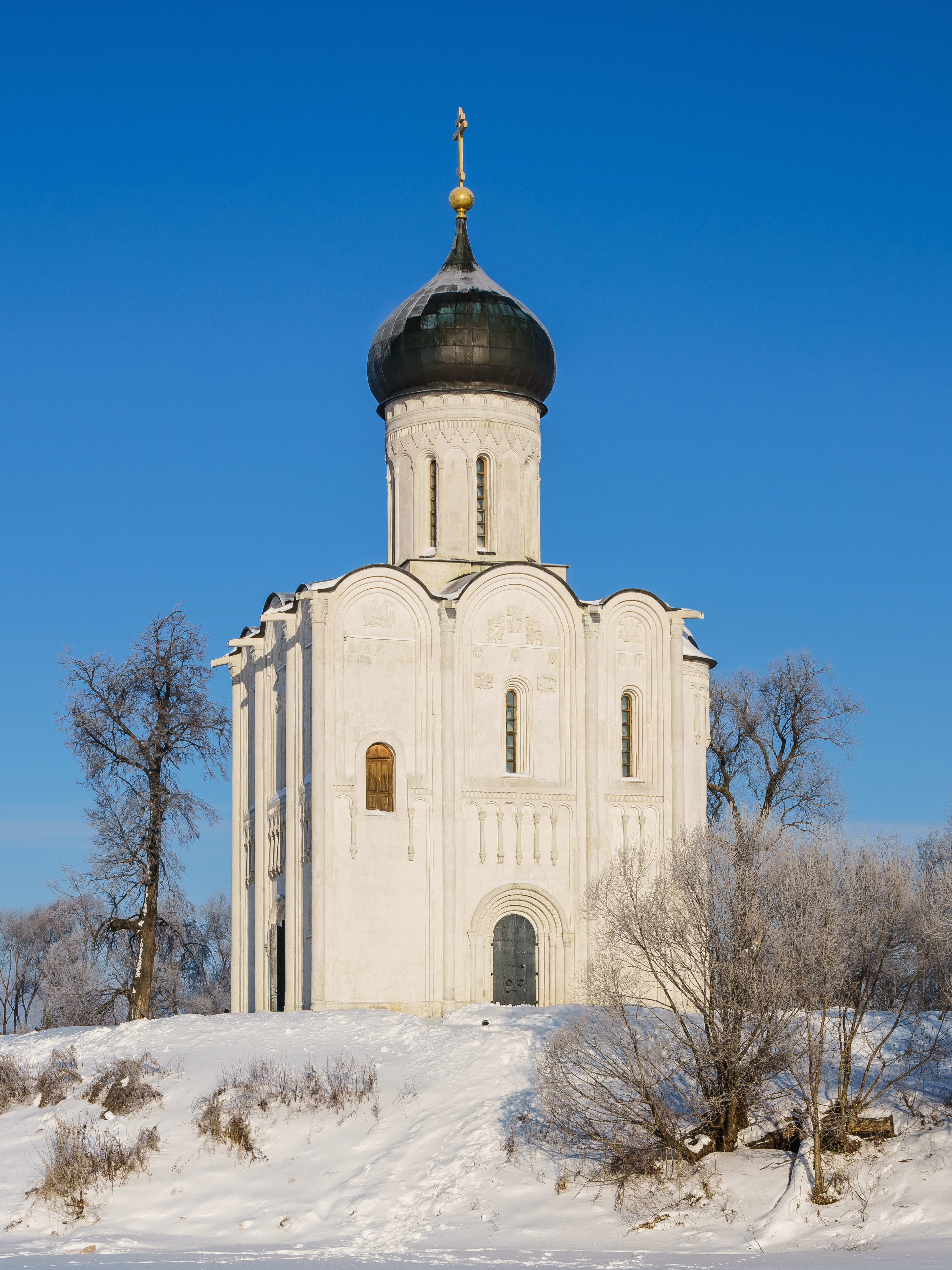
Церковь Покрова на Нерли

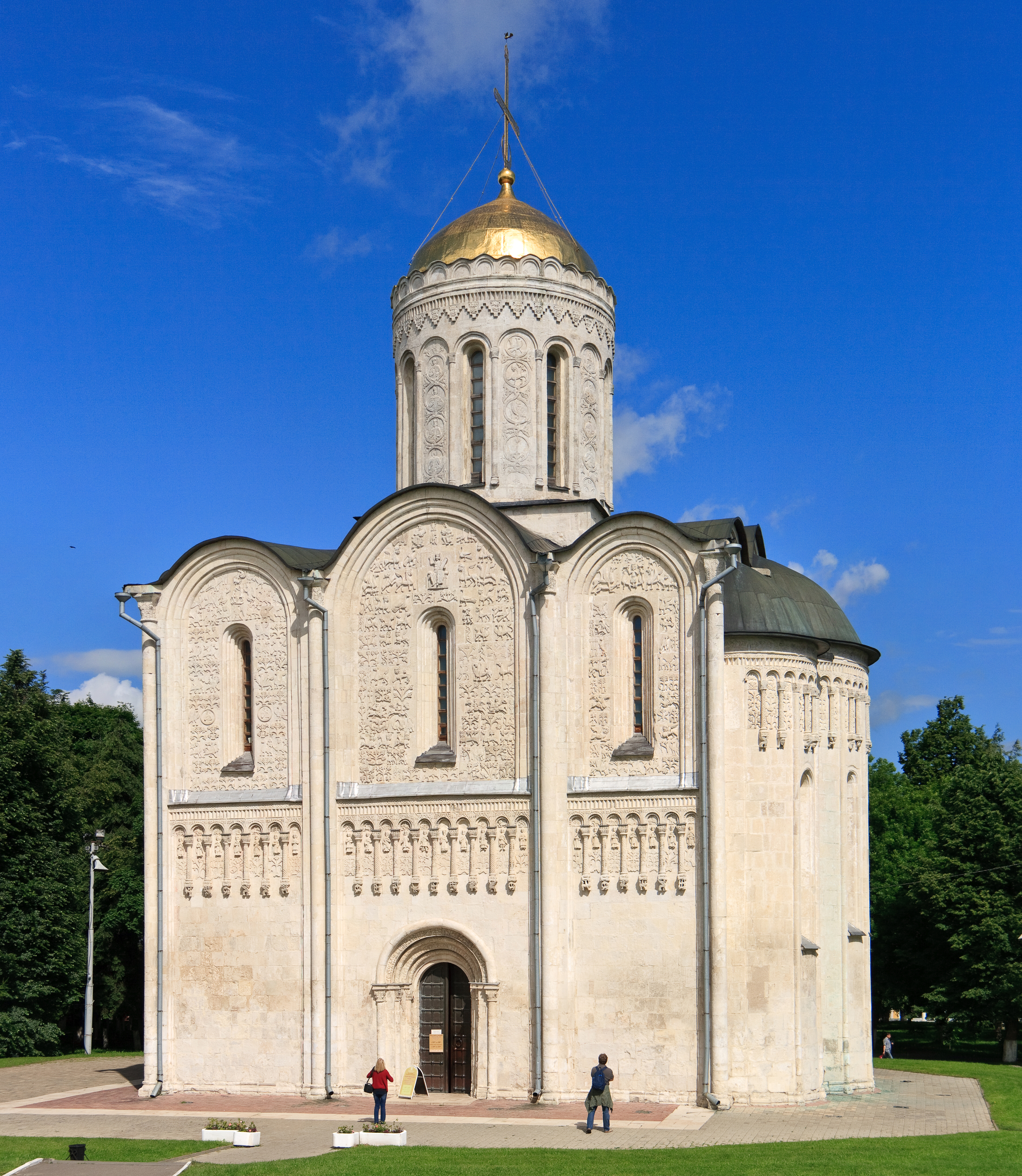
Дмитриевский собор

Характерной особенностью княжества было отсутствие одного самого крупного центра. Длительное время здесь существовали два центра — Ростов и Суздаль. В XII веке к ним добавился Владимир. По мнению историка М. Н Тихомирова, важнейшими городами княжества были:
- Ростов. Первое упоминание датируется 862 годом. Тогда, согласно летописи, город населяло угро-финское племя меря. Ростов расположен на берегу озера Неро. В XI веке в Ростове была основана епископская кафедра, занимавшая третье место в ранге русских епископий. В древнем Ростове был свой кремль, занимавший обширную территорию. По мере развития, городская застройка вышла за пределы кремля, образовав посад. До монгольского нашествия Ростов был крупным ремесленным и торговым центром. В русских былинах он был символом богатого города[9].
- Суздаль. Впервые упоминается в летописи в 1024 году в связи с восстанием волхвов. Однако, по мнению Андрея Зализняка, Суздаль упоминается в древнейшей известной русской книге, получившей название Новгородский кодекс. В так называемых «скрытых текстах» говорится, что в 999 году некий монах Исаакий был поставлен попом в Суздале в церкви святого Александра-армянина: «Въ лѣто ҂ѕ҃ф҃з҃ азъ мънихъ исаакии поставленъ попомъ въ сѹжъдали въ цръкъве свѧтаго александра арменина…»[10]. Суздаль был основан в центре плодородного ополья, что обеспечило городу рост и развитие. Как и в Ростове, в Суздале был свой кремль. Посад был огорожен мощными валами. В городе быстро развивалось каменное строительство, воплотившиеся в возведение нескольких каменных церквей. Также город славился своими ремесленниками, особенно кузнецами[11]. В 1238 году Суздаль был разрушен монгольскими войсками.
- Владимир. Был основан в 1108 году Владимиром Мономахом. По некоторым данным, город был построен в конце X века князем Владимиром Святославичем[12], однако развиваться начал только в начале XII века. Он возник как княжеский замок на реке Клязьме. В течение XII столетия во Владимире начала бурно развиваться торговля, что связано с её активизацией в этот период в целом в Северо-Восточной Руси. Во второй половине этого века город переживает расцвет благодаря нахождению в нём резиденции князей Андрея Боголюбского и Всеволода Большое Гнездо. Владимирцы поддерживали их в борьбе за престол против кандидатов, выдвигавшихся Ростовом и Суздалем. В городе был внутренний каменный кремль, посад был огорожен мощными земляными валами[13].
- Дмитров. Первое упоминание в летописях датируется 1154 годом. Город был основан на берегу реки Яхромы, в том месте, где она поворачивает на запад. Яхрома была важной торговой артерией, по ней шёл путь к верховьям Волги. Строительство Дмитрова также отражало намерения Юрия Долгорукого укрепить северо-западные рубежи Залесской земли. Город быстро разрастался и уже в начале XIII столетия обладал мощными укреплениями[14].
- Юрьев-Польский. Был построен в 1152 году Юрием Долгоруким в центральной части Залесья на берегу реки Колокши, в болотистой низменной местности. Название «Польский» он получил от окружавшего его плодородного Ополья. Близ города неоднократно происходили крупные сражения, что, впрочем, не препятствовало его развитию. В 1230—1234 годах князь Святослав Всеволодович воздвиг в нём знаменитый Георгиевский собор, сплошь украшенный каменной резьбой[15].
- Переславль-Залесский. Был основан в 1152 году князем Юрием Долгоруким и назван в честь столицы Переяславского княжества. Некоторое время он также именовался Переславлем Новым. Его укрепления по своим размерам превосходили имевшиеся в Дмитрове, Москве или Юрьеве-Польском. Город возвысился несколько позднее Ростова, Суздаля и Владимира. Важным городским центром он стал уже во время правления Андрея Боголюбского, а эпохой его расцвета стало время, когда в городе правил отец Александра Невского — князь Ярослав Всеволодович[16].

## История

### Ростовская волость

Ростово-Суздальское княжество в XI—XII веках

В конце I тысячелетия н. э. в междуречье Волги и Оки проживали финно-угорские племена меря и весь. В Повести временных лет под 859 годом есть сообщение, что меря платила дань варягам. В IX—X веках происходит мирная славянская колонизация (следов насилия не обнаружено) в основном кривичами, ильменскими словенами и вятичами. Последнее упоминание мери относится к 907 году, далее данная территория упоминается по главным городам как Ростовская, а позднее — Суздальская земля, то есть племенное название сменилось территориальным.
Первым из городов, возникших в Залесье, был Ростов, который упоминается в летописи уже в 862 году. В 911 году Ростов назван в числе пяти крупнейших городов, подвластных киевскому князю Олегу. В него посылали наместников сначала новгородские, а после 882 года — киевские князья.
В 991 году была учреждена Ростовская епархия — одна из старейших на Руси.
Первым ростовским князем был сын Владимира Святого Ярослав Мудрый на рубеже X—XI веков, вторым — Борис Владимирович, убитый в 1015 году.
Ростов и Суздаль перешли во владение князя Всеволода Ярославича после того, как он стал править в Киеве. Однако сам Всеволод никогда не посещал эту часть своих владений. По его поручениям в Суздаль ездил его сын Владимир, ставший позднее известным как Владимир Мономах. После смерти Всеволода в 1093 году Владимиру удалось удержать за собой эти земли. Конфликтуя с черниговским князем Олегом Святославичем, Владимир Мономах считал, что черниговские князья «видя землю Ростовскую и Суздальскую без князя, много от оной забирают». Планируя боевые действия против Чернигова и в этом районе, Мономах отправил в Ростов своего старшего сына Мстислава. Однако вскоре он отправился княжить в Новгород Великий.
В 1096 году сын Мономаха Изяслав взял Муром, принадлежавший черниговским князьям. В историографии нет единого мнения о том, сделал он это по своей инициативе, или по велению отца. 6 сентября 1096 года в битве близ Мурома Олег Святославич разбил войско Изяслава, молодой князь погиб. Заняв город, Олег предпринял поход на северо-запад и без боя овладел Суздалем, а затем и Ростовом. Таким образом, эта часть Руси впервые оказалась вовлечена в княжеские междоусобицы. В 1097 году Мстислав Владимирович с помощью новгородского войска смог отбить эти земли. Принадлежность Ростова и Суздаля к владениям Мономаха была подтверждена Любечским съездом князей, который состоялся в том же году.
В 1107 году поход на Суздаль предприняла Волжская Булгария. В городе не было своего князя с дружиной и горожане с трудом смогли отбить нападение противника. Разорённые вторжением земли год спустя посетил сам Владимир Мономах. На берегу Клязьмы, где в 990 году его прапрадед Владимир Святославич построил небольшое укрепление, Владимир Мономах в 1108 году начал масштабное строительство города Владимир. Мощные укрепления были прозваны «Городом Мономаха» и продолжали выполнять оборонительную функцию вплоть до нашествия монголов. Другим важным шагом Владимира Мономаха стало назначение сына Юрия (Юрий Долгорукий) правителем в Ростово-Суздальской земле.
Владимир Мономах несколько раз посещал Залесье. С его деятельностью историки связывают рост её экономики и политического значения. Б. А. Рыбаков писал:
Настоящее окняжение этих областей началось с Владимира Мономаха, который ещё мальчиком должен был проехать «сквозе Вятиче», чтобы добраться до далёкого Ростова. Те долгие годы, когда Мономах, будучи переяславским князем, владел и Ростовским уделом, сказались на жизни Северо-Востока. Здесь возникли такие города как Владимир-на-Клязьме, Переяславль, названный в отличие от южного Залесским, сюда были перенесены даже названия южных рек. Здесь Владимир строил города, украшал их зданиями, здесь он вёл войну с Олегом «Гориславичем», здесь, где-то на Волге, писал своё «Поучение», «на санех седя». Связь Суздальщины с Переяславлем Русским (ныне Переяслав-Хмельницкий) продолжалась на протяжении всего XII столетия.

### Ростово-Суздальское княжество

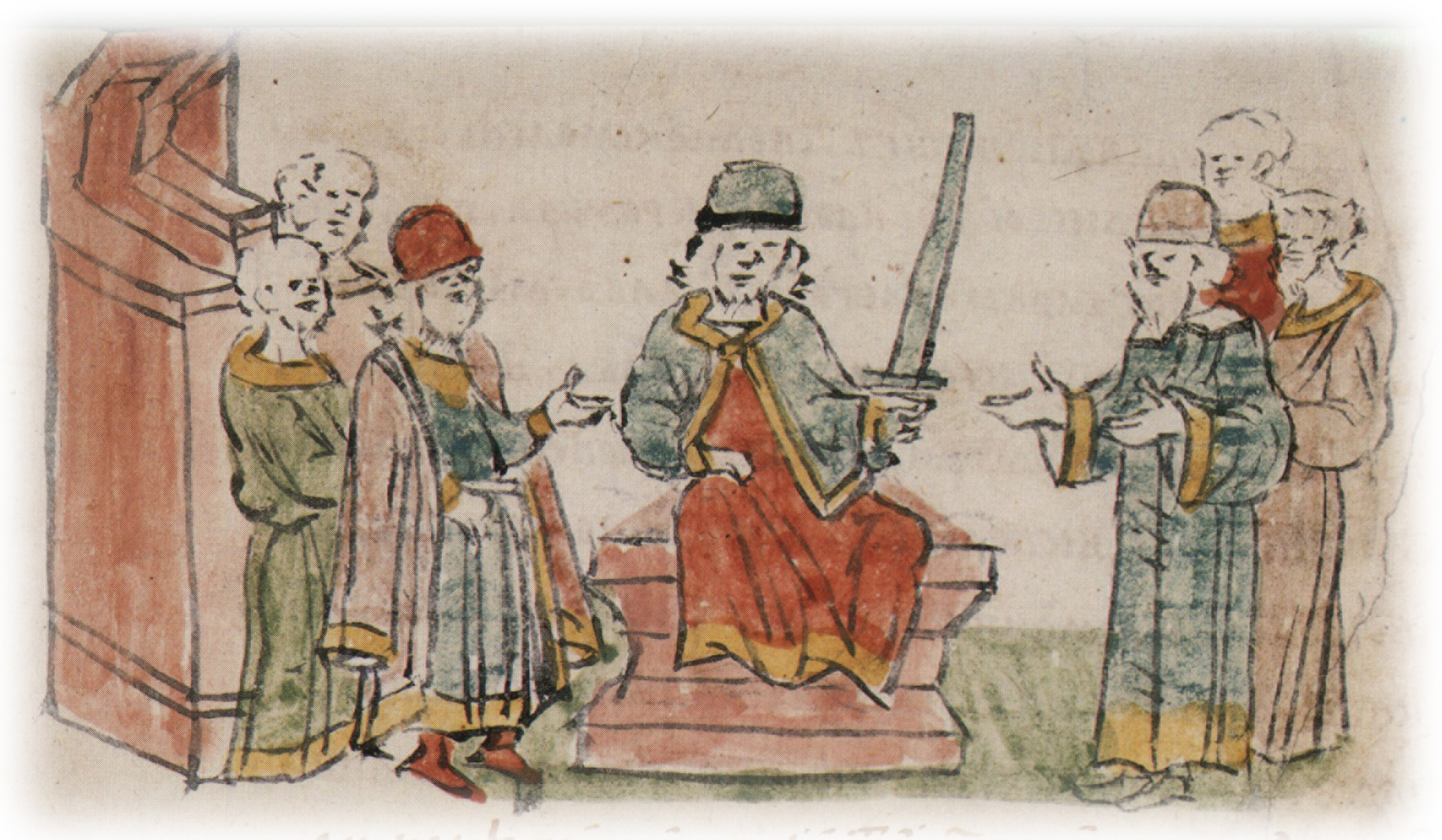
Юрий Долгорукий на Киевском престоле. Миниатюра из Радзивилловской летописи, конец XV века

Обособление Ростовской земли произошло во время правления Юрия Долгорукого (1113—1157 годы). В 1107 году Юрий женился на дочери половецкого хана Аепы и, будучи тесно связанным с половцами, должен был защитить эти земли от булгарских вторжений. В 1120 году по поручению отца вместе с половцами он провёл поход на волжских булгар. После этого угроза со стороны Булгарии исчезла на несколько десятилетий. В 1125 году Юрий Долгорукий перенёс столицу своих владений в Суздаль.
После смерти в Киеве старшего брата Юрия — Мстислава (1132) — Юрий, опираясь на ресурсы Северо-Восточной Руси, отстаивал на юге интересы младших Мономаховичей, при этом основными его соперниками были сыновья Мстислава.
В 1130-е годы по согласованию со своим старшим братом Ярополком Владимировичем Юрий на короткий период передал Ростов Изяславу Мстиславичу, продолжая управлять остальными волостями. В 1134 году княжество подверглось нападению Всеволода и Изяслава Мстиславичей с новгородцами, но Сражение у Жданой горы не выявило победителя. В 1146 году в суздальскую землю вторгся Ростислав Ярославич Рязанский, тем самым сорвав план похода Юрия Долгорукого на юг и содействовав утверждению Изяслава Мстиславича на киевском престоле. В 1149 году Изяслав и Ростислав Мстиславичи со смолянами и новгородцами разорили суздальские владения по Волге и увели из княжества 7 тыс. пленных.

### Владимиро-Суздальское княжество

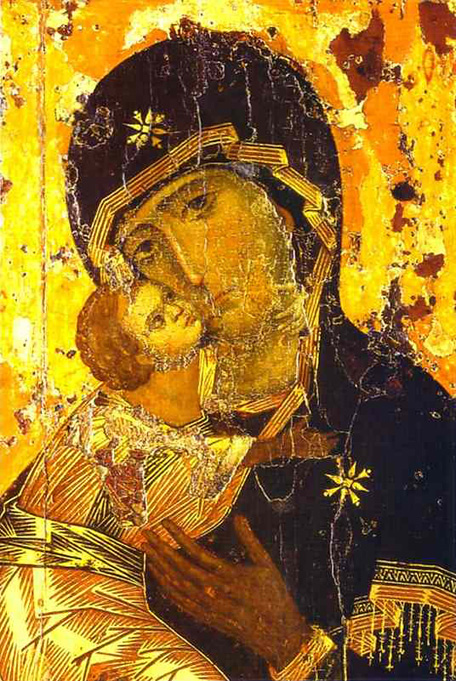
Почитание Богородицы как святой защитницы Северо-Восточной Руси было инициировано князем Андреем Боголюбским, который посвящал ей многие церкви и установил в своем дворце её образ известный как Владимирская Богородица

В 1155 году сын Юрия Андрей Боголюбский уехал из Южной Руси от отца во Владимир, который избрал своей резиденцией. Князь увёз с собой написанную в Византии Вышгородскую икону Богоматери, позже прославленную как Владимирская икона. План Юрия Долгорукого, по которому его старшие сыновья должны были закрепиться на юге, а младшие — править в Ростове и Суздале, остался нереализованным.
Во время правления Андрея Боголюбского русский натиск на восток резко усилился. В 1164 году большое объединённое войско под командованием самого князя Андрея предприняло набег на Волжскую Булгарию, взяла штурмом и сожгла большой город Бряхимов на Каме и ещё несколько более мелких городов. Это был первый действительно крупный успех русских в борьбе против булгар. Зимой 1172 года сыновья Андрея и их союзники из Мурома и Рязани опять вторглись в Булгарию. Но этот набег, уступая по масштабу походу на Бряхимов, едва не окончился полным разгромом русских войск. Этот поход вызвал недовольство суздальской и владимирской знати и только гибель Андрея спасла булгар от новых разорительных походов .
С князем Андреем и его окружением связана идея об особом покровительстве Владимирской земле Богородицы, нашедшая отражение в литературных произведениях того периода, строительстве храмов, посвящённых Богоматери, и учреждении новых богородичных праздников — Покрова Пресвятой Богородицы (1 (14) октября) (по одной из версий) и Всемилостивого Спаса и Пресвятой Богородицы (1 (14) августа). В 1169 году Андрей Юрьевич организовал успешный поход на Киев, но впервые в древнерусской практике не стал там править, а оставил наместником своего младшего брата Глеба. В историографии XVIII—XIX веков и современной популярной литературе этот эпизод трактуется как перенос столицы Руси из Киева во Владимир, хотя, по современным представлениям, этот процесс был длительным и окончательно завершился только после монгольского нашествия. По выражению В. О. Ключевского, Андрей «отделил старшинство от места». Старшинство Андрея признавалось во всех русских землях, кроме Чернигова и Галича. Андрей стремился уподобить Владимир Киеву (в частности в масштабном архитектурном строительстве, построив Успенский собор) и даже пытался добиться учреждения в своём княжестве отдельной митрополии. В правление Андрея Боголюбского Северо-Восточная Русь сформировалась как новая динамичная область русских земель и будущее ядро современного Российского государства.
После гибели Андрея в 1174 году власть в княжестве попытались захватить поддержанные смоленскими и рязанскими князьями Мстислав и Ярополк Ростиславичи, дети старшего сына Юрия Долгорукого, умершего раньше своего отца и потому не правившего, но в конце концов проиграли борьбу за власть своим дядьям Михаилу Юрьевичу и Всеволоду Юрьевичу Большое Гнездо, поддержанным Святославом Всеволодовичем Черниговским. Правление Всеволода Юрьевича в 1176—1212 годах было периодом расцвета Северо-Восточной Руси. Его старшинство признавалось во всех русских землях, кроме Чернигова и Полоцка. Рязанские князья жестоко поплатились за помощь его противникам: их земли с конца XII века начали подвергаться периодическим владимирским интервенциям и попали в зависимость от Владимирского княжества.
В начале XIII века произошло разделение Ростово-Суздальской епархии на Ростовскую и Владимиро-Суздальскую (в XIV веке преобразовалась в Суздальскую). Князья Северо-Восточной Руси, начиная с Юрия Долгорукого, с переменным успехом пытались поставить под свой контроль Новгород, используя его зависимость от подвоза продовольствия из суздальского Ополья. С 1231 года представители владимирского княжеского дома правили в Новгороде столетие без перерывов. По смерти Всеволода Большое Гнездо смоленским князьям удалось удачно вмешаться в борьбу за владимирское княжение между его детьми (Липицкая битва 1216 года), воспользовавшись борьбой младших Всеволодовичей за влияние в Новгороде. Вскоре владимирские князья возглавили борьбу против крестоносцев в северной Прибалтике, а после поражения смоленских князей и их союзников в битве на Калке в 1223 году вновь усилили свои позиции на Руси, защитив Смоленскую землю от литовцев и проведя успешную интервенцию в Черниговское княжество в 1226 году.
Переяславское княжество с центром в Переяславле Южном, обособившееся от Киева в середине XII века, находилось преимущественно под контролем владимирских князей.

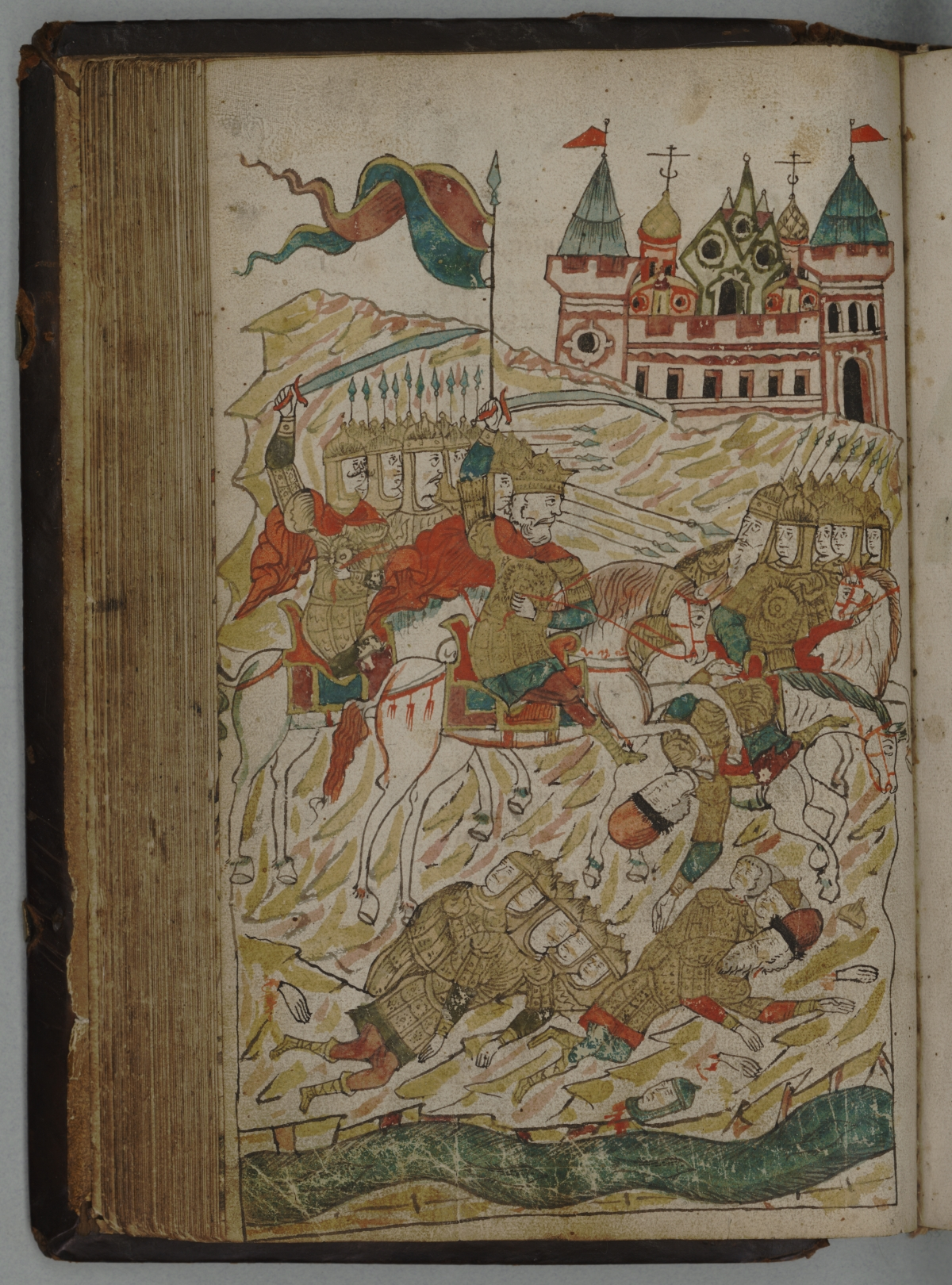
Битва на реке Сить, гибель благоверного князя Юрия II, миниатюра из Жития Ефросинии Суздальской, XVII век.

В 1226—1231 годах произошло вмешательство в Черниговском княжестве. Олег Курский вынужден был отказаться от своих претензий под нажимом владимирских войск в пользу шурина Юрия Всеволодовича Владимирского, Михаила Черниговского, но затем и самому Михаилу пришлось отказаться от новгородского княжения под военным давлением.
После вмешательства Ярослава Всеволодовича в борьбу за Киев в 1236 году и посажения им на смоленское княжение Всеволода Мстиславича в 1239 году, а также в результате многократных владимирских походов против Литвы в 1225, 1239, 1245 и 1248 годах, Смоленское великое княжество оказалось в зависимости от Владимирского.

В феврале 1238 года Северо-Восточная Русь была разорена во время монголо-татарского нашествия после поражения соединённых русских сил в битве под Коломной. Были сожжены 14 городов, включая Владимир, Москву, Суздаль, Ростов, Дмитров, Ярославль, Углич, Переяславль-Залесский, Тверь. 4 марта 1238 года отряд темника Бурундая смог уничтожить вновь набранное владимирским князем Юрия Всеволодовичем войско на стоянке на реке Сити, сам Юрий погиб. После гибели Юрия и всего его потомства владимирским князем стал Ярослав Всеволодович, приехавший из Киева в 1238 году.

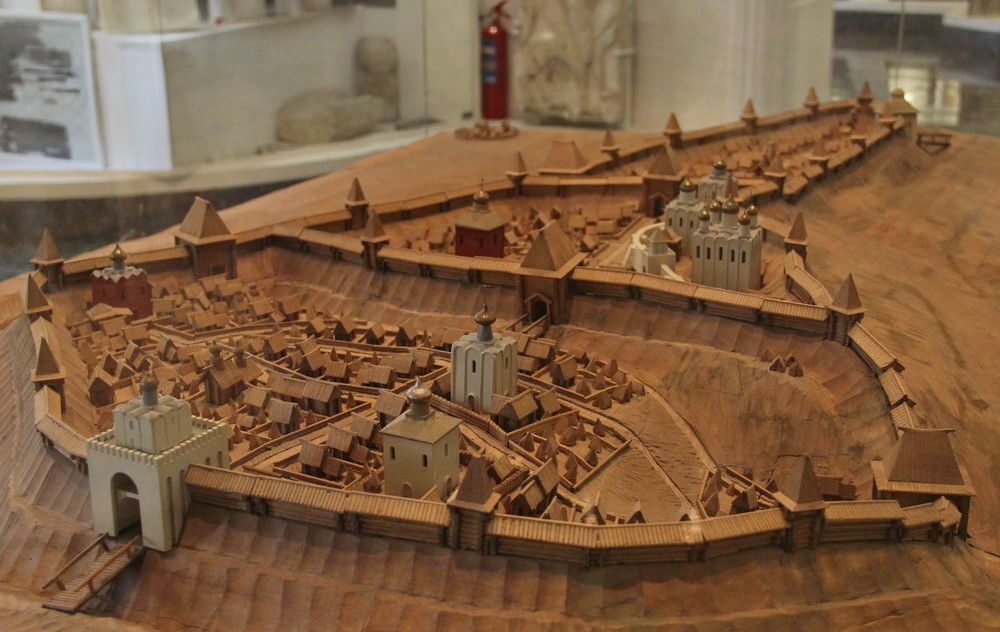
Макет древнерусского Владимира-на-Клязьме
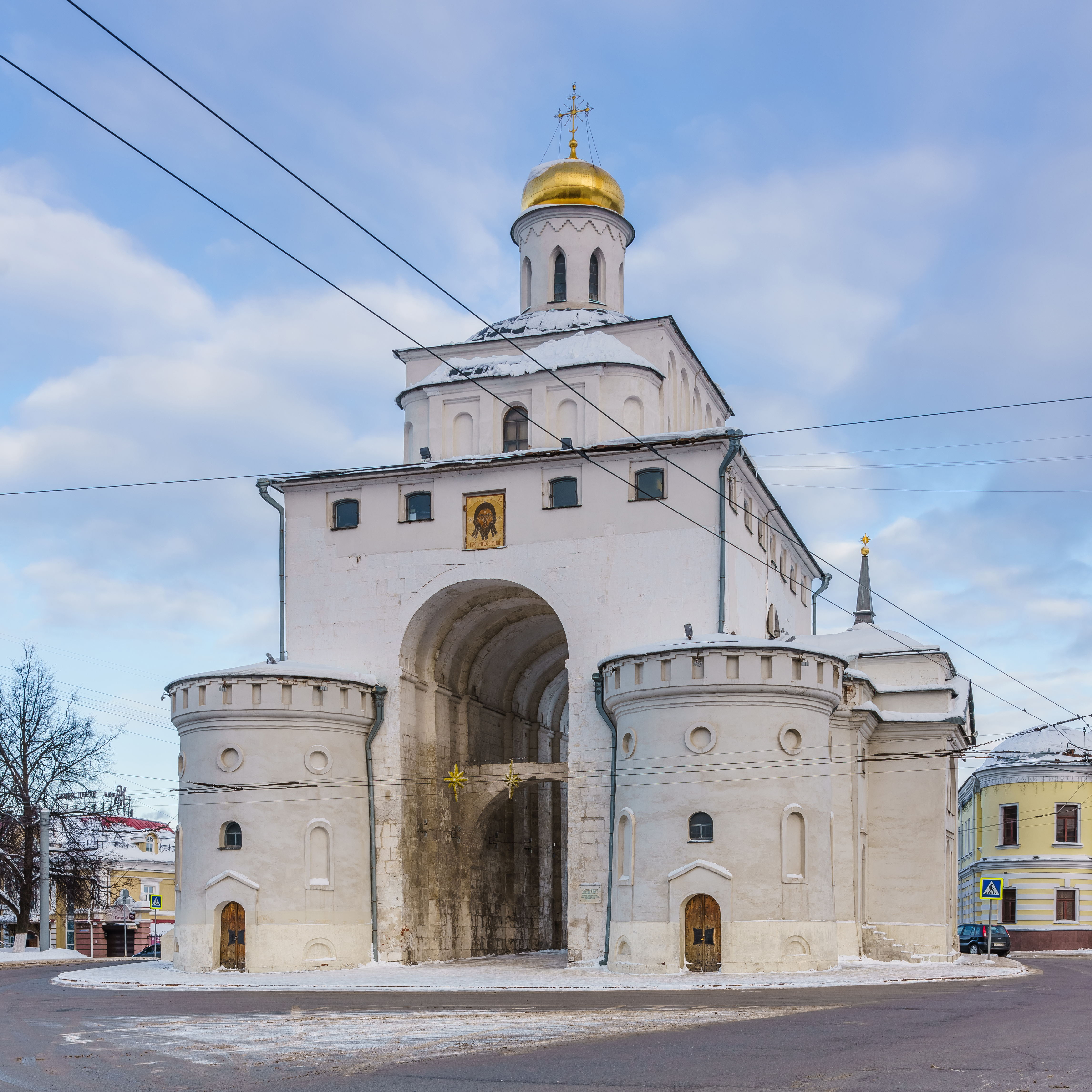
Золотые ворота во Владимире

### Северо-Восточная Русь в середине XIII—XIV веков

Стороны печати князя Александра Невского (прорисовка), на лицевой стороне — его портретное изображение

В 1243 году Ярослав Всеволодович был вызван в Орду и признан монголами старейшим среди всех русских князей («стареи всем князем в Русском языце»). Это было формальным актом признания зависимости Северо-Восточной Руси от монголов. Усилению позиций владимирских великих князей после монгольского нашествия наряду с этим способствовало и то, что они не участвовали в масштабной южнорусской междоусобице перед ним, и что княжество вплоть до начала XV века не имело общих границ с Великим Княжеством Литовским, осуществлявшим экспансию на русские земли. Регулярная эксплуатация земель Великого владимирского княжения началась после переписи 1257 года. В 1259 году Александр Невский, сын Ярослава Всеволодовича, способствовал проведению переписи в не разорённом в ходе монгольского нашествия Новгороде, тем самым усилив в нём и собственные позиции. Летописцы даже начали применять новое словосочетание Великое княжение Владимирское и Великого Новгорода. Также с середины XIII века смоленские князья признали верховенство владимирских.
В 1262 году во Владимире, Суздале, Ростове, Переяславле, Ярославле и других городах были перебиты татарские сборщики дани (баскаки). Карательный поход удалось предотвратить отправившемуся в Золотую Орду великому князю владимирскому Александру Невскому, но он умер по дороге домой в 1263 году.

Александр Невский был последним князем, княжившим непосредственно во Владимире. После его смерти Северо-Восточная Русь распалась на дюжину фактически самостоятельных удельных княжеств. Один из удельных князей получал по ханскому ярлыку великое княжение Владимирское, которое обеспечивало ему перевес над остальными и давало формальное верховенство. Право на великое княжение закрепилось за потомством Ярослава Всеволодовича (потомки старшего брата Ярослава — Константина Всеволодовича правили в Ростове, Ярославле и Угличе и на великое княжение не претендовали). Фактически все великие князья непосредственно подчинялись ханам сначала Монгольской империи, а с 1266 года — Золотой Орды, самостоятельно собирали дань в своих владениях и переправляли её хану. Первым владимирским князем, не переехавшим в столицу, стал Ярослав Ярославич Тверской. При нём была основана Тверская епархия.
В правление Дмитрия Александровича, когда претендентом на великое княжение выступил его младший брат Андрей, а союзником Дмитрия — обособившийся от сарайских ханов тёмник Ногай, произошла новая междоусобица и три новых разрушительных нашествия в 1281, 1282 и 1293 годах.
В 1299 году резиденция митрополита всея Руси была перенесена во Владимир (перенос кафедры утверждён патриаршим собором 1354 года).
В 1302 году Переяславль-Залесское княжество было завещано бездетным Иваном Дмитриевичем Даниилу Александровичу Московскому, но после получения ярлыка на великое владимирское Михаилом Тверским вошло в состав великого княжения. Михаил, первым из владимирских князей названных «князем всея Руси», силой привёл своих наместников в Новгород (временно) и одержал в 1317 году победу над войском Юрия Даниловича Московского и ордынцами в Бортеневской битве. Через год Михаил был убит в Орде людьми московского князя.

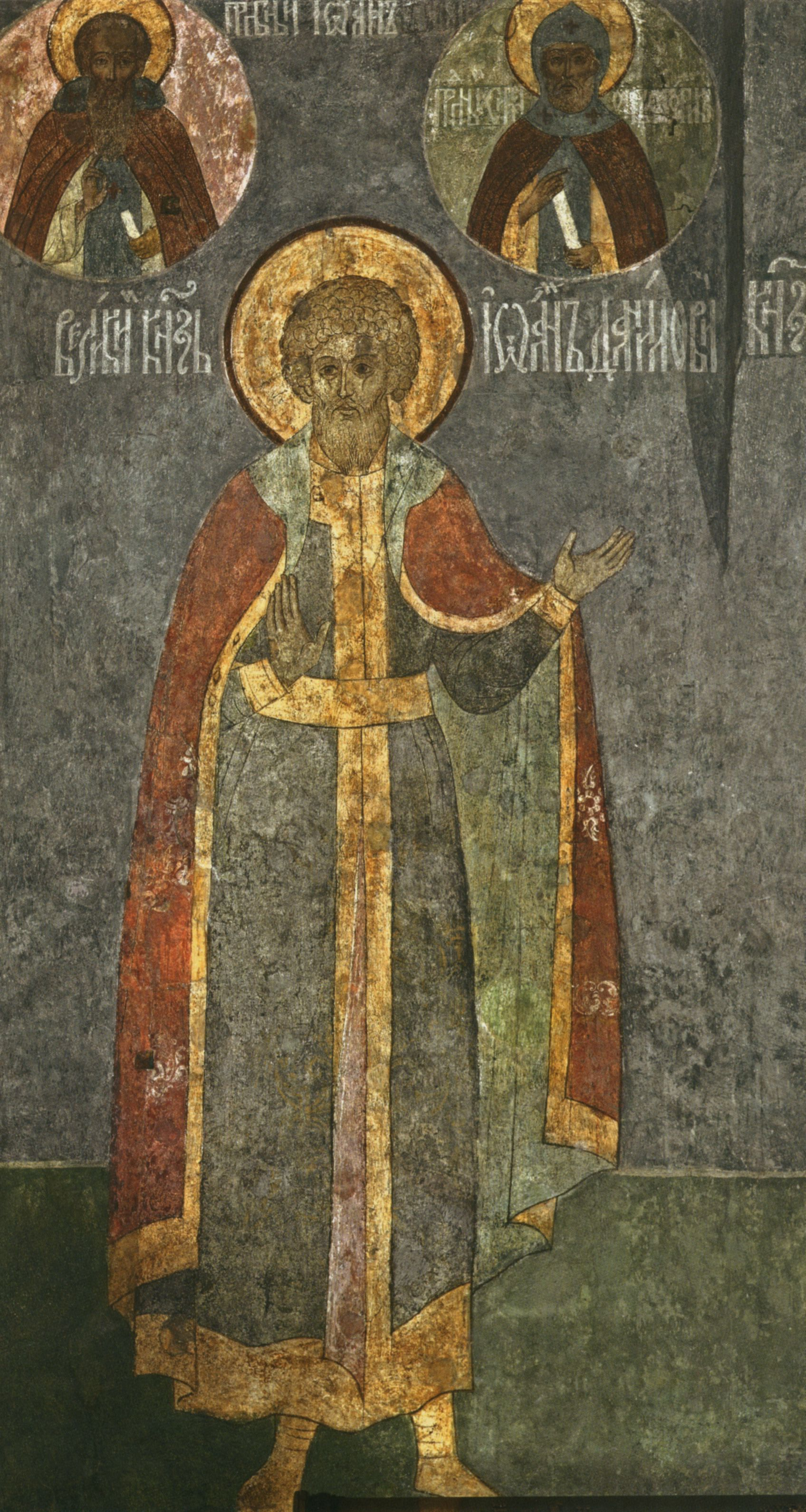
Иван Калита, фреска XVII в.

В 1325 году его сын, великий князь владимирский Дмитрий Михайлович Грозные Очи лично убил князя Юрия Московского в Орде, за что и сам был казнен. В 1326 году митрополит всея Руси переехал из Владимира в Москву. После заключения Александром Михайловичем Тверским договора с Новгородом в 1327 году, Тверь была разгромлена ордынцами, московскими войсками Ивана Даниловича Калиты и суздальскими войсками Александра Васильевича.
В 1328 году великое княжение владимирское было разделено: Владимир и Поволжье были переданы суздальскому князю Александру Васильевичу, а Кострому получил Иван Данилович Калита. После смерти суздальского князя в 1331 году всё великое княжение перешло под власть московского князя. В 1341 году из великого княжения владимирского были выделены Нижний Новгород и Городец и переданы суздальским князьям, начавшим с тех пор титуловаться как «великие». После недолгой попытки Дмитрия Константиновича Суздальского утвердиться на великом княжении владимирском в 1359—1363 годах, оно постоянно принадлежало московским князьям, которые также стали титуловаться «великими».
Последними князьями, прошедшими коронацию во Владимире, были Василий I в 1389 году и, возможно, Василий II в 1432 году (по другим сведениям, он садился на престол уже в Москве).
К правлению Дмитрия Ивановича Московского относятся неудачные попытки великого князя литовского Ольгерда взять Москву и Михаила Александровича Тверского — овладеть владимирским княжением. В 1380 году под руководством князя Дмитрия объединённые русские войска победили в Куликовской битве. В 1383 году хан Тохтамыш признал владимирское княжение потомственным владением московских князей, одновременно санкционировав независимость Тверского великого княжества. В 1389 году Дмитрий Донской передал великое княжение своему сыну Василию, который в 1392 году присоединил к своим владениям Нижегородско-Суздальское великое княжество (окончательно в 1447 году).
В 1432 году церемония интронизации великого князя впервые прошла в Москве, а не Владимире.

В титуле московских князей и царей упоминание Владимирского княжения стояло прежде Московского вплоть до Михаила Фёдоровича Романова включительно (годы правления 1613—1645).

Северо-Восточная Русь в XIII веке
Северо-Восточная Русь в XIV веке

### Удельные княжества
См. также Список княжеств Северо-Восточной Руси
- На территории Костромской области: Галичское и Костромское
- На территории Нижегородской области: Городецкое (создано под сына Александра Невского Андрея и в дальнейшем объединено с Суздальским княжеством),
- На территории Московской области: Дмитровское и Московское (первый князь с 1263 года сын Александра Невского Даниил),
- На территории Ярославской области: Переяславское, Ростовское, Угличское и Ярославское.
- На территории Владимирской области: Стародубское и Суздальское,
- На территории Тверской области: Тверское.

### Сюзеренитет над Новгородской и Псковской республиками

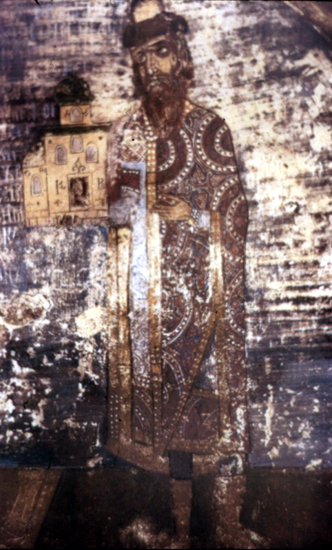
Ктиторский портрет Ярослава Владимировича Новгородского, кон. XII в.

Политика установления контроля над новгородским княжением была начата ещё Всеволодом Юрьевичем Большое Гнездо, когда в 1187 году он направил в Новгород из Владимира своего родственника князя Ярослава Владимировича, за которым последовали сыновья Всеволода Святослав и Константин. В 20-х и 30-х годах XIII века новгородский стол оспаривали у суздальской княжеской ветви смоленские Ростиславичи и черниговские Ольговичи.
Новгородская республика начала признавать над собой сюзеренитет великого князя владимирского с периода великого княжения Александра Невского, после которого князья из других ветвей уже практически не правили. Добровольное признание собственного вассалитета давало возможность избегать столкновений с Ордой в условиях борьбы с натиском Ордена, Швеции и Литвы. На Северо-Восточную Русь, служившую Новгороду географическим заслоном от Орды, полностью перелагались отношения с последней, также появлялась возможность привлекать военные силы великих князей к обороне западных
рубежей Новгородской земли (например, в Раковорской битве).

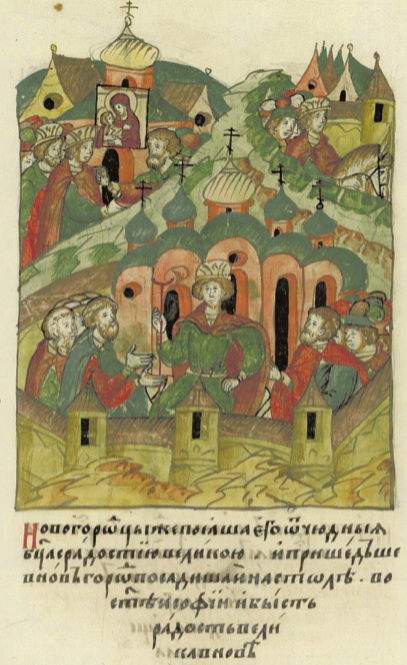
Святослав на Новгородском княжении, Лицевой летописный свод, сер. XVI века.

В течение второй половины XIII века великие князья владимирские обладали реальной исполнительной властью в Новгороде, в их компетенцию входило утверждение судебных актов, поземельных и имущественных сделок, документов, регулирующих торговые конфликты. Однако в конце XIII века эти вопросы переходят в ведение республиканского судопроизводства и сюзеренитет великих князей обретает во многом номинальный характер, поскольку новгородское боярство стремилось к наибольшей самостоятельности. Тем не менее, великий князь владимирский, как сюзерен Новгородской республики, имел право держать своих наместников в самой её столице. В иерархии (например, в текстах договоров) они упоминались перед высшими должностными лицами — посадниками и тысяцкими, перед наместником великого князя упоминался лишь архиепископ. Даже в периоды конфликтов Новгорода с великими князьями их сюзеренитет никогда не ставился под сомнение. Список новгородских князей в XIV веке последовательно называет новгородскими князьями только князей, занимавших великокняжеский владимирский стол. В XIV столетии только однажды, в 1398 году, в условиях особенно острого конфликта с Москвой из-за Двинской земли, новгородское правительство кратковременно признало сюзеренитет над Новгородом великого князя литовского Витовта, но быстро отказалось от такого шага. Тесная политическая связь между Новгородом и Северо-Восточной Русью, установившаяся ещё до Батыева нашествия и приобретшая форму сюзеренитета великого князя владимирского над Новгородом при Александре Невском, сохранялась на протяжении второй половины XIII—XIV веков и перешла позже на отношения с великими князьями Московскими, ставшими наследственными обладателями Владимирского великого княжения.
Вместе с Новгородом Псков признавал сюзеренитет Великого князя Владимирского во второй половине XIII и в начале XIV века. Позже наступил период, когда Псков попеременно признавал сюзеренитет литовских и владимирских князей. Прочное восстановление сюзеренитета Великих князей Владимирских относится к концу XIV века. С рубежа XIV—XV веков появляются прямые известия о получении псковичами князей-наместников от Великого князя Василия Дмитриевича Московского.

## Население
Славяне переселялись с юга на земли, которые населяли финские племена, и ассимилировали последние. Этот процесс проходил в основном мирно. Ему способствовало отсутствие у финских племен городов, в то время как русские строили города-крепости. В XII — начале XIII веков было возведено около сотни городов, ставших центрами более высокой культуры.
Структура господствующего класса Владимиро-Суздальского княжества почти не отличалась от киевской. Появляется новая категория представителей мелкой знати — дети боярские. В XII веке возникает термин дворяне. К господствующему классу принадлежало и духовенство. Разрушив города и подчинив себе русские государства, монголо-татары, тем не менее, в целях управления сохранили организацию православной церкви.
У средневекового образца Sunghir 6 (фрагмент нижней челюсти) из Сунгири возрастом 730—850 л. н. определена «динарская» Y-хромосомная гаплогруппа I2a1b2 и митохондриальная гаплогруппа W3a1.

## Культура

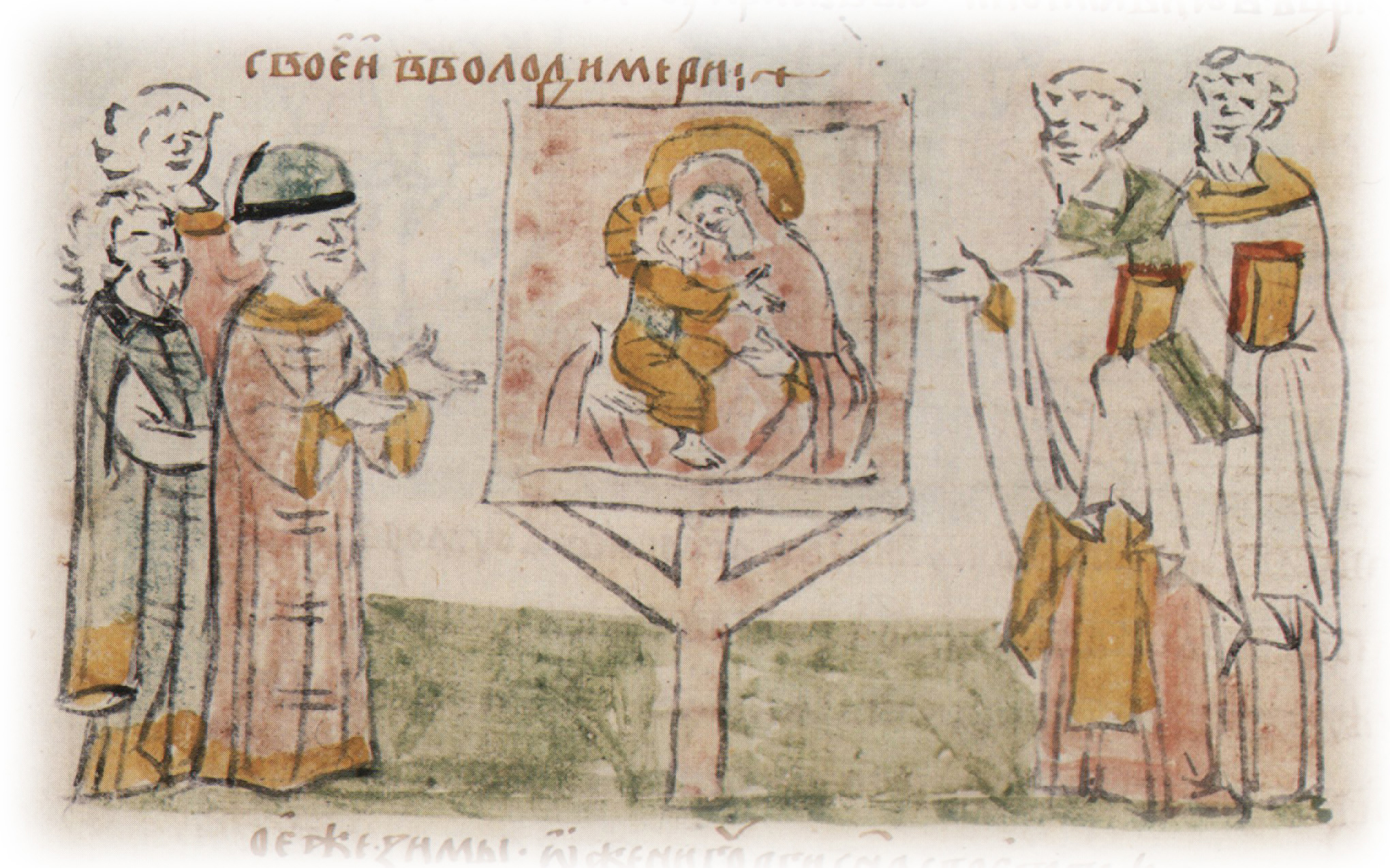
Поставление Андреем Боголюбским иконы Богоматери во Владимирской Богородцкой церкви в 1158—1160 годах. Миниатюра Радзивилловской летописи, конец XV века

Успенский собор Андрея Боголюбского. Реконструкция Сергея Заграевского. Построен в 1158—1160 годах. В XII—XV веках функционировал как главный собор Северо-Восточной Руси

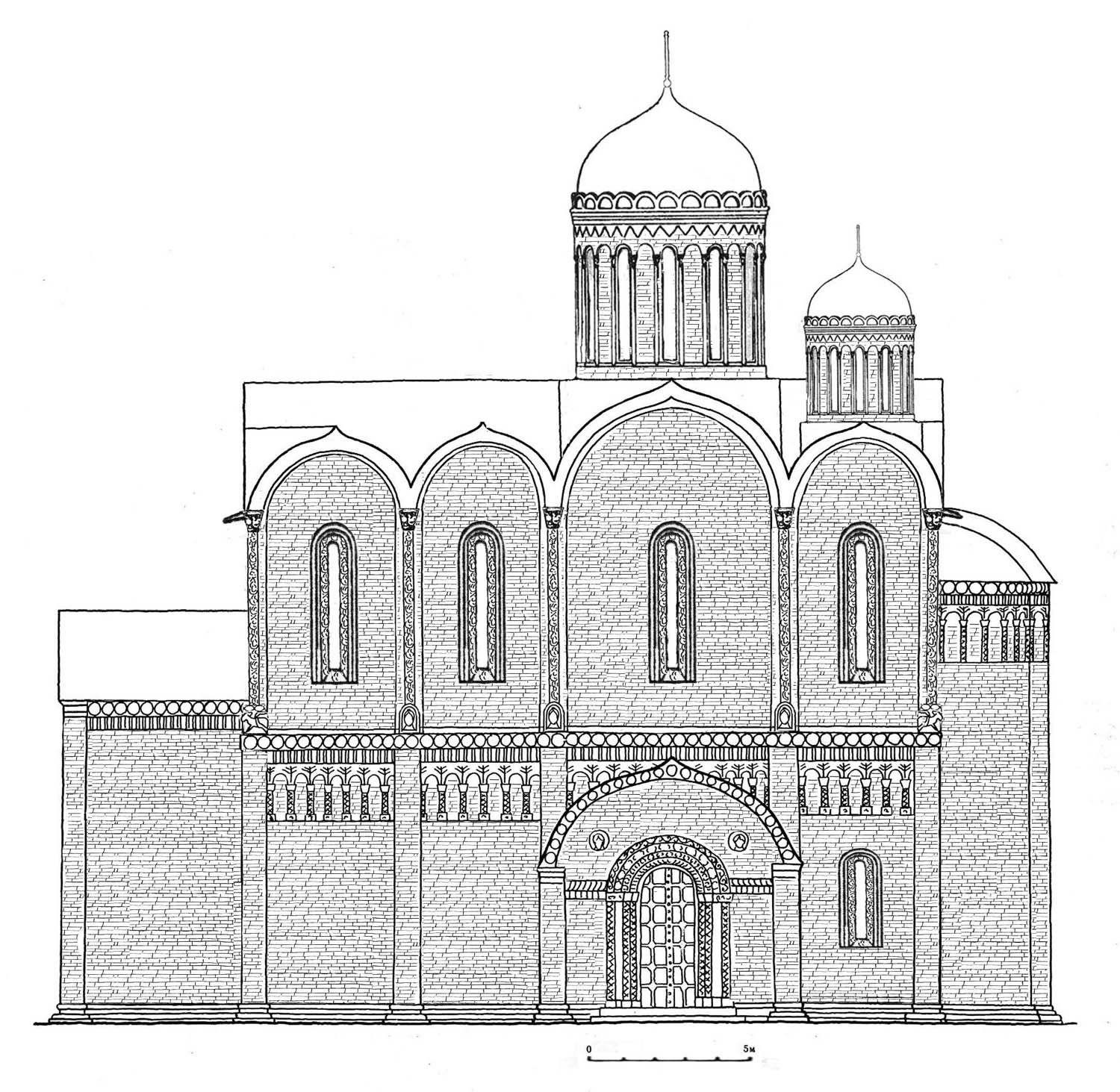
Первоначальный вид Суздальского собора начала XIII века. Реконструкция Сергея Заграевского

Культура в княжестве получила особое развитие при князьях Андрее Боголюбском и Всеволоде Большое Гнездо.
Владимиро-Суздальское княжество славилось своим зодчеством, имевшим свои отличительные черты. В княжестве сложилась собственная школа, которая использовала новый материал — белый камень высокого качества — известняк, который вытеснил использовавшийся ранее кирпич (плинфу). Ярчайшим творением зодчих княжества стал Успенский собор, построенный в 1158—1160 годах и перестроенный в 1186—1189 годах. Он стал крупнейшей постройкой и центром архитектурного ансамбля древнего города, включался в ансамбль зданий епископского двора. В 1164 году во Владимире были построены Золотые ворота. Помимо оборонных целей ворота имели также и триумфальный характер. Они оформляли парадный вход в самую богатую княжеско-боярскую часть города. При князе Всеволоде Большое Гнездо в конце XII века во Владимире был построен Дмитриевский собор. В это время русское зодчество находилось под сильным влиянием романской архитектуры. Он был центральным зданием группы построек княжеского дворца, располагавшегося на высокой южной кромке городского холма. Собор отличается торжественным резным убором, который имел преимущественно декоративное значение.
После возведения Успенского собора во Владимире начали вести свою летопись. Всеволод Большое Гнездо всячески поощрял летописание, так как видел в этом средство укрепления великокняжеской власти во Владимире. В 1185 году владимирские летописцы объединили местные записи в единый летописный свод. Спустя семь лет первая редакция летописного свода подвергается переработке с целью возвеличить город Владимир и его князей. В этом летописном своде князь Всеволод впервые именуется «великим». Характерной чертой владимирского летописания стал общерусский масштаб в оценке исторических событий. Власть владимирского князя трактуется как общерусская власть, а Владимир предстает как новый общерусский центр. По мнению Б. А. Рыбакова, владимирский летописный свод «отобразил в себе художественную культуру Руси за несколько столетий».
Всеволод Юрьевич продолжал традиции таких киевских князей, как Владимира Святославича и Ярослава Мудрого, с именами которых связано крещение Руси и её расцвет, широкое знакомство Древней Руси с византийской культурой.
Белокаменные памятники Владимирского княжества входят в список всемирного наследия ЮНЕСКО как шедевры человеческого гения.